# Mikaël Cherel
Mikaël Cherel (Saint-Hilaire-du-Harcouët, 17 de marzo de 1986) es un ciclista francés que fue profesional entre 2007 y 2023.

## Biografía
Mikael Cherel se inició en el ciclismo con 12 años en la Roue d'Or Teilleulaise, entonces decide dejar el club de sus inicios por el Vélo Club Saint Hilairien. Campeón Junior de Francia en 2003 a los 17 años, fichó para defender los colores de Côtes d'Armor Maître Jacques, a continuación, fichó por el Team U Nantes Atlantique.
En 2008, en su primera temporada profesional completa, consiguió muchos lugares de honor, incluyendo el Tour de Polonia, donde compitió con los mejores velocistas. También se ilustró en un terreno más difícil, por ejemplo, cuando se escapó en la París-Niza.
En agosto de 2010 fichó por el equipo Ag2r La Mondiale para la temporada 2011. Desde entonces permaneció en la misma estructura hasta su retirada al finalizar el año 2023.

## Palmarés
No consiguió ninguna victoria como profesional.

## Resultados en Grandes Vueltas
| Carrera | Carrera         | 2008 | 2009 | 2010 | 2011 | 2012 | 2013 | 2014 | 2015 | 2016 | 2017 | 2018 | 2019 | 2020 | 2021 | 2022 | 2023 |
| ------- | --------------- | ---- | ---- | ---- | ---- | ---- | ---- | ---- | ---- | ---- | ---- | ---- | ---- | ---- | ---- | ---- | ---- |
|         | Giro de Italia  | Ab.  | —    | —    | 62.º | —    | —    | —    | —    | —    | —    | Ab.  | —    | —    | —    | 23.º | Ab.  |
|         | Tour de Francia | —    | —    | —    | —    | 62.º | —    | 59.º | 18.º | 57.º | —    | —    | 34.º | 26.º | —    | Ab.  | —    |
|         | Vuelta a España | —    | 25.º | 62.º | —    | —    | 56.º | —    | 51.º | —    | —    | 97.º | —    | —    | 45.º | —    | 56.º |

—: no participa

Ab.: abandono

## Equipos
- Française des Jeux (2006[3] -2010)
  - Française des Jeux (2006-2009)
  - FDJ (2010)
- AG2R (2011-2023)
  - AG2R La Mondiale (2011-2020)
  - AG2R Citroën Team (2021-2023)